# Marian Woronin
Marian Jerzy Woronin (ur. 13 sierpnia 1956 w Grodzisku Mazowieckim) – polski lekkoatleta, sprinter, dwukrotny olimpijczyk (1976, 1980). Kawaler Orderu Odrodzenia Polski oraz Orderu Uśmiechu.

## Życiorys

### Sport
Wicemistrz olimpijski (igrzyska olimpijskie w Moskwie w 1980) i mistrz Europy (Praga 1978) w sztafecie 4 x 100 metrów, brązowy medalista mistrzostw Europy w biegu na 100 m (Ateny 1982), rekordzista Europy w biegu na 100 m (10,00 s. – 9 czerwca 1984, Warszawa – Memoriał Janusza Kusocińskiego – rekord przetrwał 4 lata), wielokrotny zwycięzca halowych mistrzostw Europy na 50 lub 60 m, zawodów o Puchar Świata i Europy, 15-krotny mistrz Polski w biegach na 100 m, 200 m i sztafecie 4 x 100 m. Obecnie przedsiębiorca, działacz sportowy, prezes Fundacji Polskiej Lekkiej Atletyki.
W jego rekordowym biegu na 100 m zegar wskazał dokładny pomiar 9,992 s. Zgodnie z przepisami IAAF dotyczącymi zaokrąglania czasu, oficjalnie uznany został czas 10,00 s.
Był zawodnikiem Unii Rejowiec, Sparty Rejowiec Fabryczny i Chełmianki Chełm.
Był jednym z pomysłodawców czwartków lekkoatletycznych.

### Polityka
W latach 2002–2006 sprawował mandat radnego sejmiku województwa mazowieckiego (wybrany został z listy SLD-UP). W 2006 z listy LiD bez powodzenia ubiegał się o reelekcję.
Bezskutecznie kandydował z listy SLD-UP do Sejmu w 2001 i do Parlamentu Europejskiego w 2004.  
Został członkiem honorowego komitetu poparcia Bronisława Komorowskiego przed wyborami prezydenckimi w Polsce w 2015 roku.

## Odznaczenia
- Krzyż Oficerski Orderu Odrodzenia Polski (2005)[9]
- Krzyż Kawalerski Orderu Odrodzenia Polski (1999)[10]
- Order Uśmiechu[11]

## Rekordy życiowe
Stadion
- Bieg na 100 metrów – 10,00 s (aktualny rekord Polski) – 9 czerwca 1984, Warszawa
- Bieg na 200 metrów
  - 20,49 s (5. wynik w historii polskiego sprintu) – 1 czerwca 1980, Warszawa
  - 20,43 s (z wiatrem +2,2 m/s) – 5 sierpnia 1979, Turyn

Hala
- Bieg na 60 metrów – 6,51 s (rekord Polski) – 21 sierpnia 1987, Lievin (Francja)

Źródło: